# The Good Old Days
The Good Old Days, brittisk TV-serie, producerad av BBC, i inte mindre än 244 avsnitt, under åren 1953-83, med start 20 juli 1953.
Från Leeds City Varieties sändes denna pastisch på gammal music hall-underhållning, med hjälp både av moderna artister som veteraner från äldre dagar.
Som presentatör, "chairman", fungerade Leonard Sachs, vilken med sina presentationer med ytterst krångliga och många gånger helt nyskapade ord, gjorde stor succé.
Kapellmästare var Bernhard Herrman och genom hela serien fanns som finalmelodi "Down at the Old Bull and Bush".
1966 debuterade serien i svensk TV med Monica Sheer som briljant översättare av Leonard Sachs ordekvilibristik.